# 2815 Soma
Soma (asteroide 2815) é um asteroide da cintura principal, a 1,8558048 UA. Possui uma excentricidade de 0,1689497 e um período orbital de 1 218,83 dias (3,34 anos).
Soma tem uma velocidade orbital média de 19,93151266 km/s e uma inclinação de 5,70222º.
Este asteroide foi descoberto em 15 de setembro de 1982 por Edward Bowell.